# زمین‌لرزه ۱۹۷۵ فیلیپین
زمین‌لرزه فیلیپین  در تاریخ ۳۱ اکتبر ۱۹۷۵ میلادی، برابر با ‎۹ آبان ۱۳۵۴، ساعت ۸:۲۸:۰۲ به زمان یوتی‌سی در فیلیپین رخ داد. ژرفای این زلزله ۵۱٫۱ کیلومتر بود، و بزرگی آن ۷٫۶ در مقیاس ریشتر اعلام شده‌است. زمین‌لرزه به وقت محلی در روز جمعه، ساعت ۱۶ روی داده و منطقه زمانی آن یوتی‌سی +۸ بوده‌است .
سازمان زمین‌شناسی آمریکا نیز رومرکز این زمین‌لرزه را در مختصات ۱۲°۳۲′۲۴″شمالی ۱۲۵°۵۹′۳۵″شرقی / ۱۲٫۵۴°شمالی ۱۲۵٫۹۹۳°شرقی و ژرفای آنرا در ۵۰ کیلومتر گزارش کرده است. بزرگی برگزیدهٔ این سازمان از میان بزرگیهای محاسبه‌شدهٔ مختلف ۷٫۶ در مقیاس ریشتر بوده و از دید اثر، در میان چهار دسته‌بندی «نامحسوس»، «محسوس»، «زیان‌آور» یا «با تلفات»، زلزله را «با تلفات» اعلام کرده‌است.سونامی نیز در این زلزله گزارش شده‌است.
شمار کشتگان زلزله حدود ۱ نفر بوده‌است.